# مارك ماكينا
مارك ماكينا (بالإنجليزية: Mark McKenna)‏، من مواليد 5 مايو 1996 في دبلن، هو ممثل ومغن أيرلندي. عُرف عن تألقه في فيلم شارع الغناء (2016) وفي مسلسل واين (2019).

## فيلموغرافيا
- 2016 : شارع الغناء
- 2017 : ماء أحمر
- 2018 : أوفرلورد
- 2019 : واين
- 2020 : بحيرة الشتاء
- 2021–2022 : واحد منا يكذب
- 2022 : داليلاند

## ديسكغرفي
- 2020 : R.I.P. The Girl Talk
- 2020 : 1, The EP
- 2021 : 2, The EP.

## روابط خارجية
- مارك ماكينا على موقع IMDb (الإنجليزية)
- مارك ماكينا على موقع ألو سيني (الفرنسية)
- مارك ماكينا على موقع قاعدة بيانات الفيلم (الإنجليزية)